# معركة منزل سي آي إم آي سي
```
كان 
منزل سي آي إم آي سي
 مركزًا لأنشطة التعاون المدني العسكري (CIMIC) 
للفرقة متعددة الجنسيات (الجنوب الشرقي)
 بقيادة 
الجيش البريطاني
 في مدينة 
العمارة
 العراقية خلال 
احتلال العراق في الفترة من 2003 إلى 2011.
 وكان يقع في المقر السابق لمحافظ 
ميسان المنتمي
 
لحزب البعث
. كان ذلك قبل معركة ميسان العمارة الثانية عام 2006. مصممين على الاستيلاء على النقطة القوية، شن رجال ميليشيا 
جيش المهدي
 الشيعي هجمات متواصلة على المواقع البريطانية في منزل CIMIC والقصر الوردي المجاور، مقر الحكومة المحلية، بدءًا من 5 أغسطس 2004.
```

كانت حامية العمارة تتألف من فرقتين من جنود السرب أ، فوج رماح الملكة الملكي (QRL)، وأقل من 90 جنديًا من سرية Y، الكتيبة الأولى، فوج أميرة ويلز الملكي (بما في ذلك فرقة كبيرة من عناصر الجيش الإقليمي من فوج الأراضي المنخفضة الثاني والخمسين، الذين تم حشدهم للخدمة مع مجموعات قتال PWRR وQRL في أبريل 2004)، و60 جنديًا من فوج ويلش الملكي. كانت هذه الوحدات جزءًا من اللواء الآلي الأول في TELIC IV. كانت القوات في العمارة معزولة على بعد حوالي 20 ميل (32 كـم) من مجموعة القتال الرئيسية في أبو ناجي، كانت تعتمد على القوافل للإمداد. خلال الحصار، واجهوا ما يُقدر بـ 500 من رجال الميليشيات الذين شنّوا ما مجموعه 86 هجومًا على المجمع خلال الأيام الثلاثة والعشرين التالية، تراوحت قوتهم بين فصائل وسلسلة من الهجمات على مستوى السرية شارك فيها أكثر من 100 مقاتل.
وتضمنت النيران الواردة من جيش المهدي 595 قذيفة هاون من 230 قصفًا مختلفًا، وإصابات مباشرة بـ 57 قذيفة صاروخية وستة عيارات نارية من عيار 107ملم، و86 هجومًا بريًا على مبنى CIMIC نفسه. أصبحت سرية Y، من فوج PWRR الأول، المتمركزة في مبنى سي آي إم آي سي، السرية الأكثر تعرضًا للهجوم في مسرح العمليات العراقي بأكمله. في دفاعها عن المجمع، أطلقت القوات البريطانية 33,000 طلقة، منها العديد من قذائف الهاون من طراز تشالنجر 2 وواريور وقذائف الهاون شديدة الانفجار عيار 81 ملم، ونجحت في إقناع القوات الجوية الأمريكية بإسقاط قنبلة موجهة بالليزر بدقة بوزن 500 رطل على مواقع هاون للعدو في أرض مفتوحة وسط مدينة مأهولة. وصف كتاب "القناص الأول" للرقيب دان ميل من سرية Y دفاعهم عن مواقعهم ومحاولاتهم لصد جيش المهدي بأنه "أطول عملية متواصلة خاضها الجيش البريطاني منذ الحرب الكورية قبل 50 عامًا". كما كان أيضًا "أطول صمود دفاعي منذ الحرب العالمية الثانية".
بلغ القتال ذروته بين 5 و25 أغسطس، حين اشتدت حدته لدرجة عجزت معها القوافل المدرعة عن الوصول إلى القاعدة لإعادة إمداد البريطانيين، على الرغم من أن أيًا من موجات هجمات المشاة التي شنها جيش المهدي لم تصل إلى مسافة 30 مترًا من خطوط الدفاع البريطانية. خلال هذه الفترة، مُنح القائد الرائد جاستن فيذرستون الإذن بالانسحاب من قِبل قائده إذا رأى أن الأحداث على الأرض تتطلب ذلك. رفض الرائد فيذرستون مغادرة رجاله مواقعهم. تولى الكابتن تشارلي كاري القيادة لمدة ستة أيام خلال هذه الفترة، بينما كان الرائد فيذرستون في رحلة استراحة.
في نهاية الحصار، أصيب ستة جنود بريطانيين بجروح خطيرة في المعركة؛ وكان القتيل الوحيد على الجانب البريطاني هو الجندي كريس رايمنت، الذي توفي عندما سقط حاجز مروري على رأسه، بعد أن اصطدم الحاجز بسيارة لاند روفر سناتش كانت تدخل المعسكر في قافلة، تحت نيران العدو الكثيفة.
قدَّر البريطانيون خسائر جيش المهدي في نهاية المعركة بما لا يقل عن 200 قتيل[بحاجة لمصدر]، مما تركهم قوةً مُنهَكة بشكلٍ خطير في العمارة، عاجزةً عن مهاجمة البريطانيين بأعدادٍ كبيرةٍ خلال الفترة المتبقية من احتلال التحالف للمدينة. سُلِّمَ دار التعاون العسكري العسكري (سي آي إم آي سي) إلى العراقيين في نهاية أغسطس/آب 2004، حيث عزز البريطانيون قواتهم في معسكر أبو ناجي.
دُعِمَ دفاع منزل سي آي إم آي سي من قبل جنود المشاة المدرعة من السرية B والسرية C 1PWRR المتمركزة في معسكر أبو ناجي والذين شاركوا في العديد من المعارك الميدانية مع جيش المهدي في شوارع العمارة. تضمنت فرقة من جنود الجيش الإقليمي التي دافعت عن منزل سي آي إم آي سي مركبة قتالية واحدة نوع واريور من السرية B وثلاث SCOTS وقناصة من الكتيبة الأولى من فوج تشيشاير الثاني والعشرين وجنودًا من أسراب مختلفة من فوج Royal Yeomanry. على الرغم من أن هؤلاء الاحتياطيين ساهموا بشكل كبير في دفاع منزل CIMIC، إلا أن جهودهم طغت عليها إلى حد كبير شركة Y النظامية، PWRR.

## روابط خارجية
- تفاصيل عن المعركة
- منظر لـ CIMIC-House من خرائط جوجل
- القناص الأول – الرقيب دان ميلز (القصة الحقيقية المروعة لمجموعة قتالية بريطانية تحت الحصار| - ع - ن - ت حرب العراق (2003–2011)     | - ع - ن - ت حرب العراق (2003–2011)                                                                                                                                                                                                                                                                                                                                                                                                                                                                                                                                                                                                                                                                                                                                                                                                                                                                                                                                                                                                                                                                                                                                                                                                                                                                                                                                                                                                                                                                                                                                                                                                                                                                                      |
| -------------------------------------- | --- |
| - جزء من صراع العراق                   | |
| المقدمات                               | - الأساس المنطقي لحرب العراق - أنابيب الألومنيوم العراقية - أزمة نزع سلاح العراق - العراق وأسلحة الدمار الشامل - عمليات تزوير يورانيوم النيجر - برنامج الأسلحة البيولوجية العراقية - مبادرات السلام الفاشلة العراقية - مشروعية حرب العراق 2003 - الرأي العام في الولايات المتحدة بشأن غزو العراق - التغطية الإعلامية لحرب العراق - مقابلة صدام - انتهاكات مسندة إلى صدام حسين - حقوق الإنسان في العراق |
| الغزو                                  | - الخط الزمني لغزو العراق 2003 - التحضيرات لغزو العراق 2003 ‏ - القوات متعددة الجنسيات في العراق - معركة الناصرية - سقوط بغداد - معركة ممر ديبكة - إسقاط تمثال صدام في ساحة الفردوس - خطاب المهمة أنجزت - التكهن بأسلحة الدمار الشامل عقب غزو العراق عام 2003 - سلطة الائتلاف المؤقتة |
| الأحداث الرئيسة                        | - غزو العراق (2003) - إعدام صدام حسين (2006) - حرب العراق بمحافظة الأنبار (2003–2011) - جماعات مسلحة عراقية (2003–2011) - التمرد العراقي (2003–2006) - الحرب الأهلية العراقية (2006–2008) - اتفاق انسحاب القوات الأمريكية من العراق (2007–2011) |
| العمليات                               | \| 2003 \| - التنين محمول جوا [لغات أخرى]‏ - بابل القديمة - حربة البرق [لغات أخرى]‏ - بلدوغ ماموث [لغات أخرى]‏ - الإسهام الأسترالي - عقرب الصحراء [لغات أخرى]‏ - العمليات العسكرية للائتلاف - المطرقة الحديدية [لغات أخرى]‏ - العدالة الحديدية [لغات أخرى]‏ - آيفي بليزارد [لغات أخرى]‏ - التأخر في الشمال [لغات أخرى]‏ - Panther Squeeze [لغات أخرى]‏ - Peninsula Strike [لغات أخرى]‏ - عملية كوكب إكس ‏ - عملية الفجر الأحمر - عملية تليك \| \| 2004 \| - معركة سامراء - Bulldog Mammoth [لغات أخرى]‏ - عملية أطفال العراق - Iron Saber [لغات أخرى]‏ - معركة الفلوجة الثانية - معركة الفلوجة الثانية - Phantom Linebacker [لغات أخرى]‏ - Plymouth Rock [لغات أخرى]‏ - معركة الفلوجة الأولى - Warrior's Rage [لغات أخرى]‏ \| \| 2005 \| - Able Rising Force ‏ - Able Warrior ‏ - Badlands - عملية سايكلون - Dagger - Iron Hammer [لغات أخرى]‏ - ماتادور - New Market [لغات أخرى]‏ - الرمح - Squeeze Play [لغات أخرى]‏ - الستارة الفولاذية \| \| 2006 \| - الماجد - Gaugamela - Guardian Tiger ‏ - Iron Triangle [لغات أخرى]‏ - عملية ميدوسا - River Falcon ‏ - Scorpion - عملية سندباد [لغات أخرى]‏ - Swarmer - عملية معا إلى الأمام \| \| 2007 \| - عملية اللجاه [لغات أخرى]‏ - Arbead II ‏ - عملية آردنس [لغات أخرى]‏ - عملية النسر الأسود - عملية النسر المغوار - عملية فورسيث بارك ‏ - عملية فرض القانون - Leyte Gulf [لغات أخرى]‏ - Marne Avalanche [لغات أخرى]‏ - عملية شعلة مارن ‏ - عملية ماوتني [لغات أخرى]‏ - Phantom Strike [لغات أخرى]‏ - فانتوم ثاندر [لغات أخرى]‏ - Polar Tempest ‏ - Purple Haze ‏ - Saber Guardian [لغات أخرى]‏ - Sledgehammer - Stampede 3 [لغات أخرى]‏ - Tiger Hammer [لغات أخرى]‏ - عملية الحارس الشجاع ‏ - معركة بعقوبة \| \| 2008 \| - Operation Defeat Al Qaeda in the North - بشائر الخير - Operation Phantom Phoenix \| |
| ما بعد الحرب                           | - الأمر 81 - التمرد العراقي (2011–2013) - التدخل العسكري الدولي ضد تنظيم الدولة الإسلامية (داعش) (2014–الآن) - التدخل بقيادة الولايات المتحدة في العراق - الحرب الأهلية العراقية (2014–2017) (2014–2017) - التمرد العراقي (2017–الآن) (2017–الآن) |
| مواقف وآراء                            | - وجهات النظر حول غزو العراق عام 2003 - مشروعية غزو العراق عام 2003 - معارضة حرب العراق - احتجاجات ضد حرب العراق - نقد حرب العراق - مجلس الأمن الدولي وحرب العراق - المواقف الحكومية من حرب العراق قبل غزو العراق عام 2003 |
| جرائم الحرب                            | - مقتل الصحفيين بنيران القوات الأمريكية (2003) - مجزرة الفلوجة (2003) - إساءة معاملة السجناء والتعذيب في سجن أبي غريب (2004) - مجزرة حفلة عرس مكر الذيب (2004) - مجزرة حديثة (2005) - جرائم المحمودية (2006) - حادثة الإسحاقي (2006) - حادثة الحمدانية (2006) - الغارة الجوية على بغداد في 12 يوليو 2007 (2007) - مجزرة ساحة النسور (2007) - تسريب وثائق حرب العراق (2010) |
| التأثير                                | - لاجئون عراقيون - فريق الاستقصاء المتعلق بالعراق - أضرار بغداد خلال حرب العراق - نهب الآثار - مجلس الحكم العراقي - إعادة إعمار العراق - الإصلاح الاقتصادي في العراق - التكلفة المالية - ضحايا حرب العراق - لجنة تشيلكوت - حقوق الإنسان في العراق - كندا وحرب العراق |
| النصب التذكارية                        | - نصب العراق وأفغانستان التذكاري |
| قوائم                                  | - العمليات العسكرية في العراق من جانب الائتلاف بقيادة الولايات المتحدة - التفجيرات - إسقاطات الطيران والحوادث |
| الجدول الزمني للحرب                    | - 2003 - 2004 - 2005 - 2006 - 2007 - 2008 - 2009 - 2010 - 2011 |
| - تصنيف:حرب العراق - أخبار - ويكيميديا | |
| 2003                                   | - التنين محمول جوا [لغات أخرى]‏ - بابل القديمة - حربة البرق [لغات أخرى]‏ - بلدوغ ماموث [لغات أخرى]‏ - الإسهام الأسترالي - عقرب الصحراء [لغات أخرى]‏ - العمليات العسكرية للائتلاف - المطرقة الحديدية [لغات أخرى]‏ - العدالة الحديدية [لغات أخرى]‏ - آيفي بليزارد [لغات أخرى]‏ - التأخر في الشمال [لغات أخرى]‏ - Panther Squeeze [لغات أخرى]‏ - Peninsula Strike [لغات أخرى]‏ - عملية كوكب إكس ‏ - عملية الفجر الأحمر - عملية تليك |
| 2004                                   | - معركة سامراء - Bulldog Mammoth [لغات أخرى]‏ - عملية أطفال العراق - Iron Saber [لغات أخرى]‏ - معركة الفلوجة الثانية - معركة الفلوجة الثانية - Phantom Linebacker [لغات أخرى]‏ - Plymouth Rock [لغات أخرى]‏ - معركة الفلوجة الأولى - Warrior's Rage [لغات أخرى]‏ |
| 2005                                   | - Able Rising Force ‏ - Able Warrior ‏ - Badlands - عملية سايكلون - Dagger - Iron Hammer [لغات أخرى]‏ - ماتادور - New Market [لغات أخرى]‏ - الرمح - Squeeze Play [لغات أخرى]‏ - الستارة الفولاذية |
| 2006                                   | - الماجد - Gaugamela - Guardian Tiger ‏ - Iron Triangle [لغات أخرى]‏ - عملية ميدوسا - River Falcon ‏ - Scorpion - عملية سندباد [لغات أخرى]‏ - Swarmer - عملية معا إلى الأمام |
| 2007                                   | - عملية اللجاه [لغات أخرى]‏ - Arbead II ‏ - عملية آردنس [لغات أخرى]‏ - عملية النسر الأسود - عملية النسر المغوار - عملية فورسيث بارك ‏ - عملية فرض القانون - Leyte Gulf [لغات أخرى]‏ - Marne Avalanche [لغات أخرى]‏ - عملية شعلة مارن ‏ - عملية ماوتني [لغات أخرى]‏ - Phantom Strike [لغات أخرى]‏ - فانتوم ثاندر [لغات أخرى]‏ - Polar Tempest ‏ - Purple Haze ‏ - Saber Guardian [لغات أخرى]‏ - Sledgehammer - Stampede 3 [لغات أخرى]‏ - Tiger Hammer [لغات أخرى]‏ - عملية الحارس الشجاع ‏ - معركة بعقوبة |
| 2008                                   | - Operation Defeat Al Qaeda in the North - بشائر الخير - Operation Phantom Phoenix |